# 国営備北丘陵公園
国営備北丘陵公園（こくえいびほくきゅうりょうこうえん）は、広島県庄原市にある中国地方唯一の国営公園。
国土交通省中国地方整備局が整備を進め、1995年4月14日に開園した。1999年6月26日に備北オートビレッジ、2003年4月12日につどいの里（グラウンド・ゴルフコース等）、2008年7月1日にみのりの里、2012年4月21日にいこいの森が追加オープンし、全計画面積340haがすべて開園した。
所在地の庄原市は、中国地方のほぼ中心に位置している。

## 施設
- ひばの里：中国地方の明治初期の景観が再現され、豪農屋敷、水車小屋、農家、工房、田畑、神楽殿などがある。手打ちそば体験やわら細工体験、木工・竹工作教室、陶芸教室、田植え・稲刈り体験など体験型イベントが開催される。
- 大芝生広場：大型遊具や人工芝ソリすべり、アスレチック、バーベキューコーナーなどがある。
- 花の広場：約1.5haの広場に四季の花々が咲く。
- つどいの里：グラウンド・ゴルフコースや国兼池に飛来する野鳥が観察できる野鳥観察デッキ、大型遊具などが備えられている。
- 備北オートビレッジ：日本オートキャンプ協会（JAC）より5つ星の認定をうけたオートキャンプ場。カーサイトやコテージなどがある。
- 中の広場：ビジターセンター、サイクルセンター（貸自転車）、食堂、売店などがある。
- みのりの里：なし園、エントランスセンター国兼、スイセンガーデンなどがある。
- いこいの森：学習の森、オオムラサキの森、もみじの森、自然散策路などがある。

## イベント
年間の主なイベント
- 年間を通じて体験型のイベントが開催されている。
- 大芝生広場は野外コンサートの会場として利用され、過去に浜田省吾（広島県出身）、Mr.Children、SMAP、モーニング娘。、THE BOOM、DREAMS COME TRUE、SEKAI NO OWARI、若手アーティストの集うSETSTOCKなどのコンサートが開催された。

### 春
- 春まつり　（4月上旬～5月GW）……ナノハナ、チューリップ、ポピー、スイセンが開花。伝統芸能の神楽、たたら鉄づくり、体験型イベント[3]。

### 夏
- 初夏の花物語
- 夏まつり（7月中旬～8月下旬）……カブトムシドーム、ジャブジャブ池、ミストシャワーの迷路「きりきりまい」などの水あそび。

### 秋
- 秋まつり　（9月中旬～10月中旬）……コスモスが開花。神楽などの伝統芸能、体験型イベント、ライトアップ（夜間開園）、秋の花火大会が開催。

### 冬
- ウインターイルミネーション（11月中旬～1月初旬）……イルミネーションの装飾、ミニコンサート、体験型イベント[4]。

## 沿革
- 1985年（昭和60年）1月31日 - 都市計画決定告示[5]
- 1991年（平成3年）10月22日 - 起工式[5]
- 1995年（平成7年）4月14日 - ひばの里・中入口センターエリア等開園（80ha）[5]
- 1999年（平成11年）6月26日 - 星の里（備北オートビレッジ）開園(46.5ha)[5]
- 2003年（平成15年）4月15日 - つどいの里開園（49.1ha)[5]
- 2008年（平成20年）4月26日 - 北入口センターエリア・みのりの里開園（43.3ha)[5]
- 2010年（平成22年）4月1日 - みのりの里開園（7.4ha）[5]
- 2012年（平成24年）4月21日 - 「いこいの森」開園、全面開園[5]。
- 2012年（平成24年）10月21日 - 開園からの累計入園者数700万人達成[6]。

## アクセス

### 自動車
- 中国自動車道　庄原ICより国道183号経由約4km

### 鉄道等
- JR芸備線　七塚駅より徒歩約20分、備後庄原駅よりタクシー約15分
- 備北交通バス　庄原バスセンター下車タクシー約15分　季節により広島市内からの直行便あり

## 周辺
- 三楽荘
- 五品獄城跡
- 上野公園
- 葦嶽山
- 田園文化センター
- 道後山高原クロカンパーク

## ギャラリー

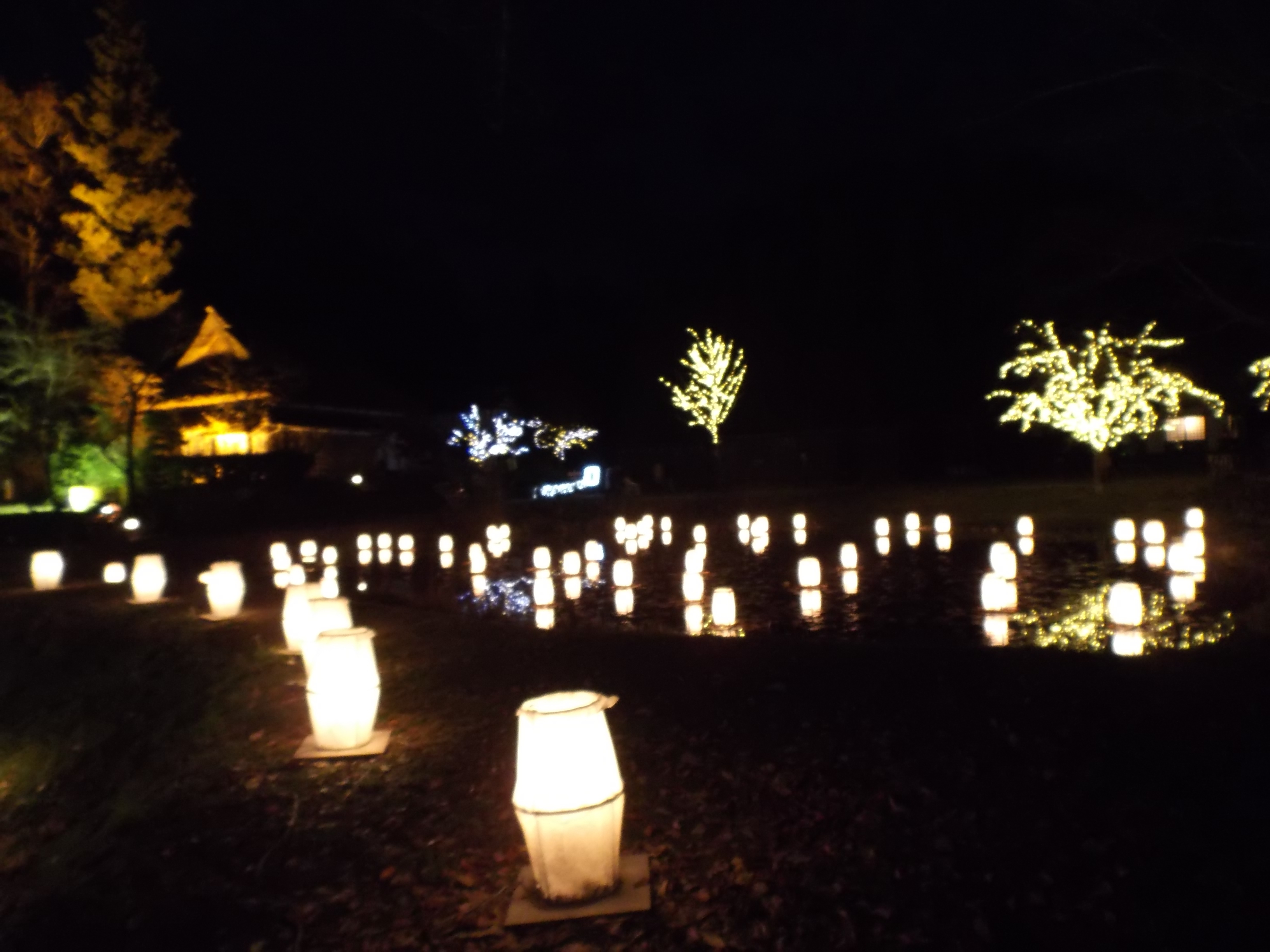
2015イルミネーション
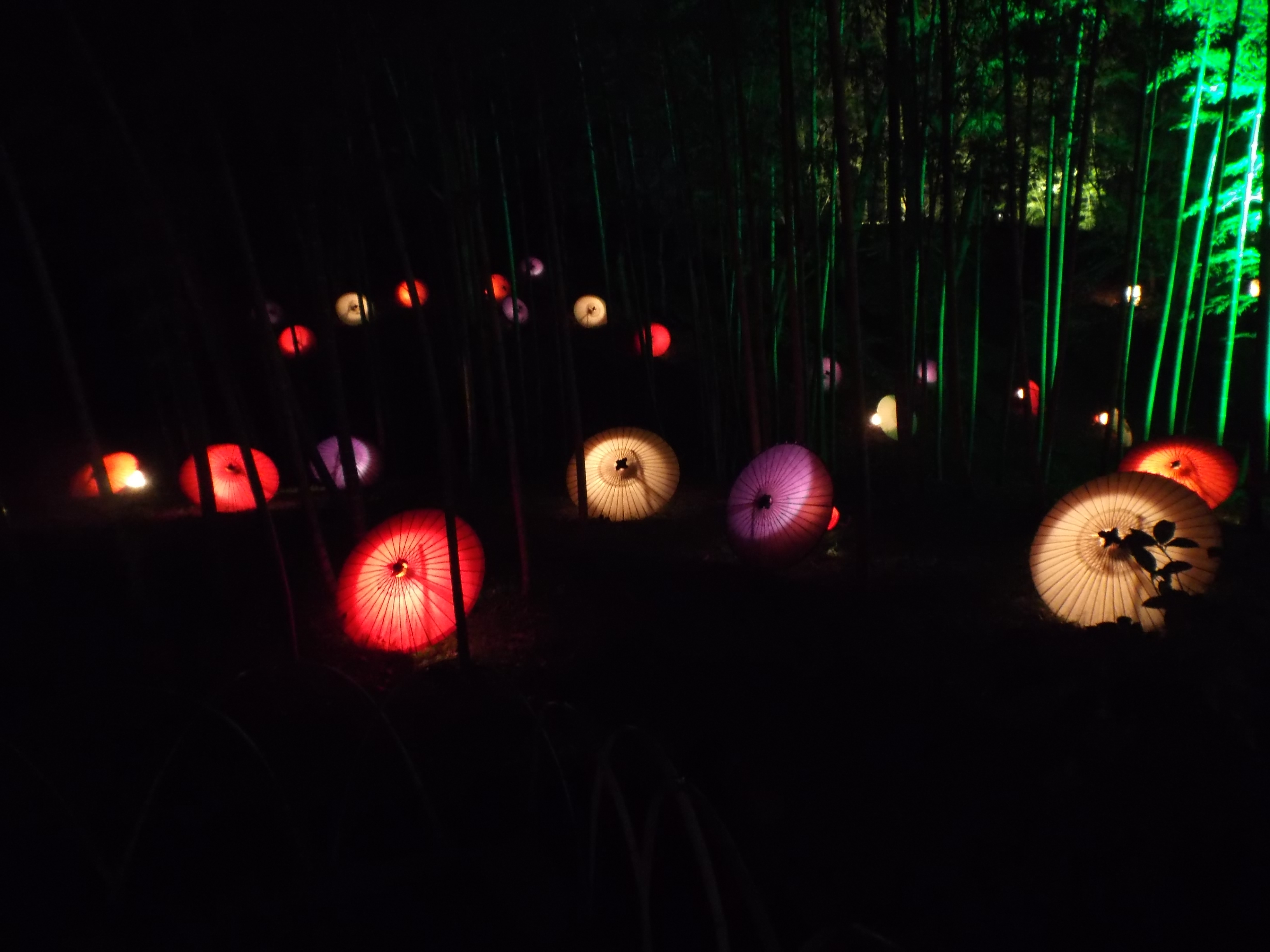
2015イルミネーション和傘